# Спорангій

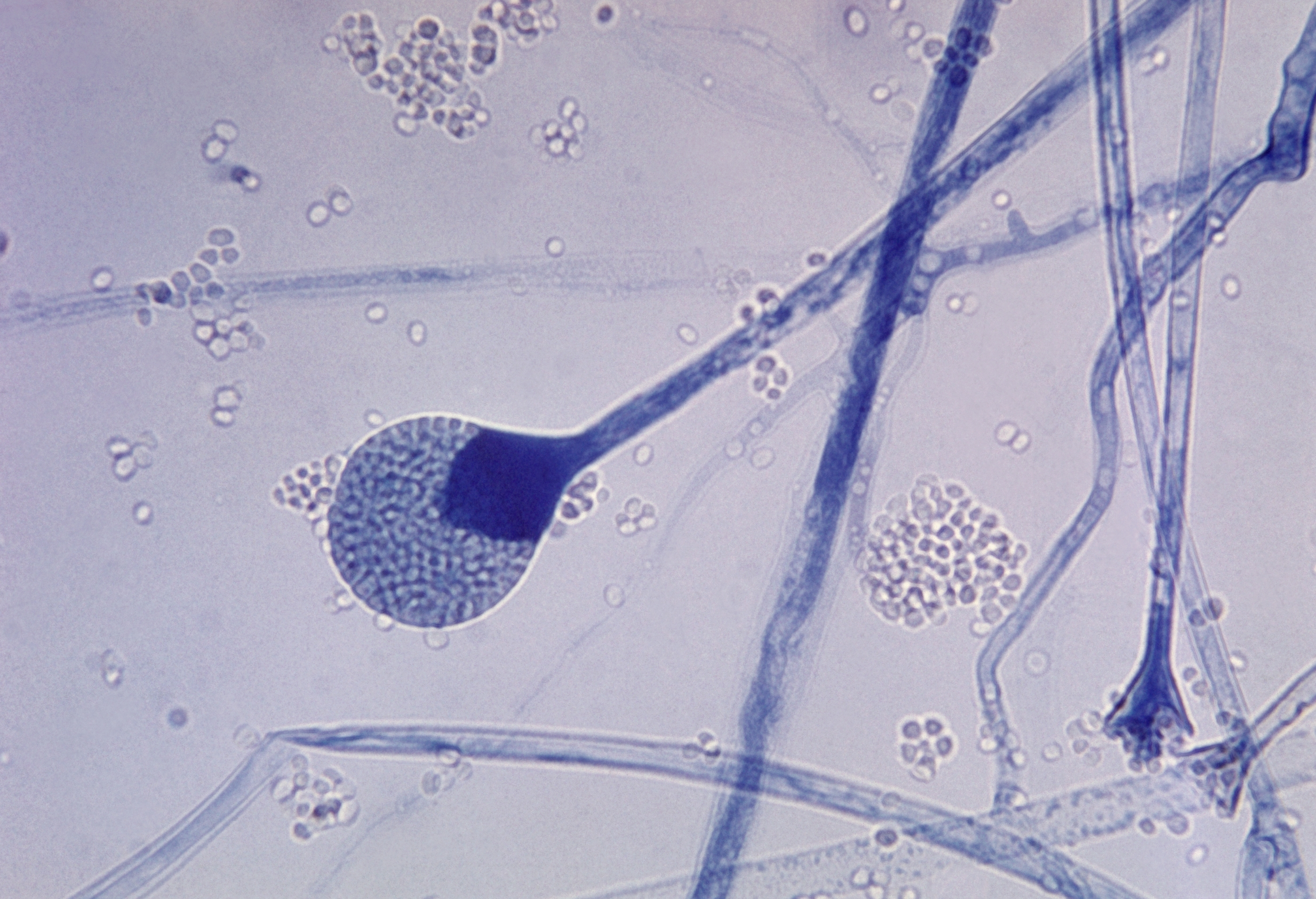
Спорангій

Спорангій — орган нестатевого розмноження водоростей, рослин і грибів, в якому утворюються спори. Він може складатися з однієї клітини або бути багатоклітинним. Всі рослини, гриби, а також багато інших видів утворюють спорангій на деяких стадіях свого життєвого циклу. Спорангій може утворювати спори за допомогою мітозу, але майже в усіх рослин і багатьох грибів, в спорангіях відбувається мейоз і утворюються генетично відмінні гаплоїдні спори.